# Komorenkathaai
De komorenkathaai (Scyliorhinus comoroensis) is een vissensoort uit de familie van de kathaaien (Scyliorhinidae). De wetenschappelijke naam van de soort is voor het eerst geldig gepubliceerd in 1988 door Compagno.